# 新时乡
新时乡是中国陕西省咸阳市礼泉县下辖的一个乡。

## 行政区划
新时乡下辖以下行政区：
小陈北村、王见村、西皋村、白鸽村、东黄村、新时村、坡上村、大寒村、王官村、王尚村、帝尧村、张则村、西黄村、兴合村、张神村、胡王村、东南村、朱页村、大张寨村、小寒村